# Liste des hôpitaux et hospices de Paris
Pour un article plus général, voir Assistance publique - Hôpitaux de Paris.
Cette page recense les hôpitaux, hospices, Hôtel-Dieu de Paris, existant ou ayant existé.

## Liste

### A-B
| Hôpital                           | Arrt. | État actuel         | Affiliation                                                    | Commentaire |
| --------------------------------- | ----- | ------------------- | -------------------------------------------------------------- | --- |
| Hôpital Andral                    | 3e    | désaffecté, détruit |                                                                | construit en 1880, désaffecté en 1906 |
| Hôpital Andral                    | 19e   | désaffecté          |                                                                | construit en 1903, désaffecté en 1933, transféré à l'hôpital Bichat - Claude-Bernard |
| Hôpital Antoine-Chantin           | 14e   | désaffecté, détruit |                                                                | Clinique ouverte en 1940 aux patients de l'assistance publique pour pallier la réquisition des hôpitaux par les Allemands, désaffectée dans les années 1970 et transférée vers l'hôpital Broussaiʂ    |
| Hôpital Armand-Trousseau          | 12e   | en service          | Assistance publique - Hôpitaux de Paris                        | hôpital pour enfants |
| Hôpital Beaujon                   | 8e    | Transféré           |                                                                | Hôpital du Roule créé en 1795, renommé hôpital Beaujon du nom de son fondateur en 1803, fermé en 1937 et qui va renaitre à Clichy.                                                                    |
| Hôpital Bichat-Claude-Bernard     | 18e   | en service          | Assistance publique - Hôpitaux de Paris                        | fondé en 1882 et 1905, fusion de deux hôpitaux en 1988. Rattaché aux Hôpitaux Universitaires Paris-Nord-Val-de-Seine.                                                                                 |
| Hôpital Notre-Dame-de-Bon-Secours | 14e   | en service          | Groupe hospitalier Paris Saint-Joseph                          | maternité fondée en 1887, transférée en 2006 vers l'hôpital Saint-Joseph |
| Hôpital Boucicaut                 | 15e   | désaffecté          |                                                                | désaffecté et transféré en 2000 vers l'hôpital européen Georges-Pompidou |
| Hospice Boulard-Saint-Michel      | 12e   | désaffecté          | SAMU social                                                    | désaffecté, siège depuis 1996 du SAMU social |
| Hôpital Bretonneau                | 18e   | en service          | Assistance publique - Hôpitaux de Paris                        | spécialisé en gériatrie et odontologie. Rattaché aux Hôpitaux Universitaires Paris-Nord-Val-de-Seine.                                                                                                 |
| Hôpital Broca                     | 13e   | en service          | Assistance publique - Hôpitaux de Paris                        | spécialisé en gérontologie clinique. |
| Hôpital Broussais                 | 14e   | désaffecté          | Assistance publique - Hôpitaux de Paris, Croix-Rouge française | transféré partiellement en 2000 à l'hôpital européen Georges Pompidou. Accueille des écoles de formation aux professions de santé, les bureaux de la plateforme maladies rares et le siège de la CRF. |

### C
- Hôpital des Capucins (111, boulevard de Port-Royal), voir hôpital Cochin
- Hôpital de la Charité (2-4, rue Bonaparte-9 quai Malaquais)
- Hôpital de la Charité Chrétienne (3-9, rue Broca)
- Hôpital des Hospitalières de la Charité Notre-Dame (6, rue de Béarn, rue Roger-Verlomme)
- Hôpital des Cent-Filles (31-25, rue Censier), édifié en 1623, aussi appelé Hôpital Notre-Dame de la Miséricorde[3]
- Hôpital Claude-Bernard (10, avenue de la Porte-d'Aubervilliers, 120, boulevard Macdonald) Voir  historiqueHôpital Bichat-Claude-Bernard
- hôpital Claudius-Regaud, rue d'Ulm, devenu Hôpital Curie
- Hôpital des Cliniques (rue de l'Observance/15-21, rue de l'École-de-Médecine), démoli en 1878
- Hôpital Cochin (27-47, rue du Faubourg-Saint-Jacques)
- Hôpital de la Collégiale (rue de la Collégiale, rue du Fer-à-Moulin)
- Hôpital des Convalescents (104-116, rue du Bac), ouvert en  1650, annexe de l'Hôpital de la Charité de Paris
- Hospice des Cordeliers-de-la-Terre-Sainte
- Hôpital de la Croix-de-la-Reine (142-164, rue Saint-Denis, 28 rue Greneta), devenu Hôpital-Hospice des Enfants Bleus en 1545
- Hôpital de la Croix-Rouge (8, place des Peupliers)
- Hôpital de la Croix Saint-Simon (18, rue de la Croix-Saint-Simon)
- Hôpital Curie (10-26, rue Lhomond)

### D
- Hôpital Robert-Debré (48, boulevard Sérurier)
- Hôpital Debrousse (148, rue de Bagnolet)
- Maison Dubois (200, rue du Faubourg-Saint-Denis), devenu Hôpital Fernand-Widal[4]
- Hospice Debrousse
- Hospice Devillas

### E
- Hôpital de l'Enfant-Jésus (144, rue de Vaugirard, 149, rue de Sèvres)
- Hôpital des Enfants-Assistés (70bis-76, avenue Denfert-Rochereau)
- Hospice des Enfants-Assistés (70bis-76, avenue Denfert-Rochereau)
- Hôpital des Enfants-Bleus (142-164, rue Saint-Denis, 28 rue Greneta)
- Hospice des Enfants-Bleus (142-164, rue Saint-Denis, 28 rue Greneta)[5]
- Hôpital des Enfants-Malades (144, rue de Vaugirard, 149 rue de Sèvres)
- Hôpital des Enfants-Rouges (90, rue des Archives)
- Hospice des Enfants-Rouges (90, rue des Archives)
- hôpital des Enfants-Trouvés situé rue Neuve-Notre-Dame
- Hôpital des Enfants-Trouvés (106-118, rue du Faubourg-Saint-Antoine)
- Hospice des Enfants-Trouvés (106-118, rue du Faubourg-Saint-Antoine)
- Hospice des Enfants-Trouvés-et-Orphelins (70bis-76, avenue Denfert-Rochereau)
- Hospice d'Enghien (Faubourg-Saint-Antoine anciennement commune de Reuilly), créé par la Duchesse de Bourbon en 1818
- Hôpital de l'Est (184, rue du Faubourg-Saint-Antoine)

### F
- Hôpital des Frères-de-Saint-Jean-de-Dieu (2-4, rue Bonaparte-9, quai Malaquais)
- Hôpital Franco-Néerlandais (rue Championnet)

### G
- Hôpital général de Paris
- Hôpital européen Georges-Pompidou (HEGP)
- Hôpital militaire du Gros-Caillou 106, rue Saint-Dominique, anciennement Hôpital des Gardes-Françaises[6]

### H
- Hospice des Haudriettes, rue des Haudriettes, fondé en 1386
- Hôpital Henri-Dunant
- Hôpital Hérold (1892-1988)
- Hôpital de l'Hôtel-Dieu
- Hôpital de l'Hôtel-Dieu-du-Patriarche, (3, rue Broca), fondé en 1559[7]
- Hôpital de l'Humanité
- Hospice d'Humanité

### I
- Hôpital des Incurables-Femmes (rue de Sèvres), édifié de 1634 à 1639,dédié aux femmes à partir de 1801[8]
- Hospice des Incurables-Femmes rue de Sèvres), édifié de 1634 à 1639,dédié aux femmes à partir de 1801[8]
- Hôpital des Incurables-Hommes (rue du Faubourg Saint-Martin), couvent des Récollets, à partir de 1801[8]
- Hospice des Incurables-Hommes (rue du Faubourg Saint-Martin), couvent des Récollets, à partir de 1801[8]
- Hôpital International

### L
- Hôpital Laennec
- Hôpital La Rochefoucauld
- Hôpital Lariboisière
- Hôpital Léopold-Bellan
- Hospice Leprince
- Hospice Lesecq  (24, rue de Belzunce)
- Hôpital Louis-Philippe (boulevard Poissonnière), édifié à partir de 1846, renommé Hôpital de la République en 1848[9] voir Hôpital Lariboisière[10]
- Hôpital de Lourcine

### M
- Hôpital des Mariniers, voir hôpital Broussais, ouvert en 1883[11]
- Hôpital Marmottan
- Hôpital de la Maternité
- Hospice de la Maternité
- Hôpital Mathilde-Henri-de-Rothschild
- Hôpital de Ménilmontant voir hôpital Tenon, ouvert en 1878
- Hôpital du Midi (111, boulevard de Port-Royal), ancien nom de l'hôpital Cochin
- Hôpital de la Miséricorde (31-25, rue Censier)
- Hôpital de la miséricorde de Jésus
- Hospice national de Montrouge

### N
- Hôpital Necker-Enfants malades
- Hôpital du Nom-de-Jésus
- Hôpital du Nord voir Hôpital Lariboisière[10]
- Hospice du Nord
- Hôpital Notre-Dame de Bon-Secours
- Hôpital Notre-Dame de la Miséricorde, édifié en 1623, aussi appelé Hôpital des Cent-Filles[3]

### P
- Hôpital de la paroisse Saint-Jacques-du-Haut-Pas (111, boulevard de Port-Royal)
- Hôpital Pasteur
- Hôtel-Dieu du Patriarche (3-9, rue Broca)
- Hôpital Péan (11, rue de la Santé), créé en 1893 par Jules Péan
- Hospice du Petit-Saint-Antoine
- Hospice des Petits-Ménages, (rue de Sèvres), déplacé à Issy en 1863[12]
- Hôpital des Petites-Maisons
- Hôpital de la Pitié
- Hôpital de la place du Danube, voir hôpital Hérold
- Hôpital du Panthéon (18, rue Lhomond)

### Q
- Hôpital des Quinze-Vingts
- Hospice des Quinze-Vingts

### R
- Hôpital de la République, voir Hôpital Lariboisière[10]
- Hôpital Ricord (111, boulevard de Port-Royal)
- Hospice de la Rochefoucauld
- Hôpital Rothschild
- Hôpital du Roule, devenu Hôpital de Beaujon en 1803

### S
- Hôpital Saint-Anastase
- Hôpital Saint-Antoine
- Hôpital du Saint-Esprit
- Hospice du Saint-Esprit
- Hôpital Saint-Gervais
- Hôpital Saint-Jacques-du-Haut-Pas
- Hôpital Saint-Jacques-de-l'Hôpital
- Hôpital Saint-Jacques-de-la-rue-des-Volontaires
- Hôpital des Frères de Saint-Jean-de-Dieu
- Hôpital Saint-Joseph
- Hôpital Saint-Julien des Ménétriers
- Hôpital de Saint-Julien et de Sainte-Basilisse
- Hôpital Saint-Lazare
- Hôpital Saint-Louis
- Hospice Saint-Merri
- Hôpital Saint-Michel
- Hospice Saint-Michel
- Hospice Saint-Nicolas-du-Louvre
- Hôpital du Saint-Nom-de-Jésus (165, rue du Faubourg-Saint-Martin)
- Hospice du Saint-Nom-de-Jésus (165, rue du Faubourg-Saint-Martin)
- Hospice de Saint-Siméon-Salus
- Hôpital Saint-Vincent-de-Paul
- Hôpital Sainte-Anne
- Hôpital Sainte-Catherine
- Hôpital Sainte-Eugénie
- Hôpital Sainte-Marguerite (106-118, rue du Faubourg-Saint-Antoine, 85bis-93 rue de Charenton)
- Hôpital Sainte-Marie
- Hôpital Sainte-Marthe
- Hôpital Sainte-Opportune
- Hôpital Sainte-Périne
- Hospice de Sainte-Périne
- Hospice de Sainte-Reine
- Hôpital Sainte-Valère
- Hôpital du Saint-Sépulcre
- Hôpital de la Salpêtrière
- Hospice de Santé (355-371, rue de Vaugirard)
- Hôpital Suzanne-Pérousse

### T
- Hôpital Tarnier
- Hospice des Teigneux (rue de la Chaise), dépendant des Petites Maisons
- Hôpital Tenon (4, rue de la Chine)
- Hôpital des Tournelles (6, rue de Béarn, rue Roger-Verlomme)
- Hôpital de la Trinité (142-164, rue Saint-Denis, 28 rue Greneta)
- Hôpital Trousseau

### U
- Hospice de l'Unité, nom de l'hôpital de la Charité pendant la Révolution[13]

### V
- Hôpital du Val-de-Grâce
- Hôpital Vaugirard (1780-1792) (355-371, rue de Vaugirard)
- Hôpital Vaugirard - Gabriel-Pallez (10, rue Vaugelas)
- Hôpital des Vénériens, 14e
- Hôpital Villemin

### W
- Hôpital Fernand-Widal

### Sources et bibliographie
- Dictionnaire historique des rues de Paris par Jacques Hillairet
- Structures hospitalières, historiques et ressources, édité par les Archives de l'AP-HP